# Plant City
Plant City é uma cidade localizada no estado americano da Flórida, no condado de Hillsborough. Foi incorporada em 1885.

## Geografia
De acordo com o United States Census Bureau, a cidade tem uma área de 72,8 km², onde 70,4 km² estão cobertos por terra e 2,4 km² por água.

### Localidades na vizinhança
O diagrama seguinte representa as localidades num raio de 16 km ao redor de Plant City.

## Demografia
Segundo o censo nacional de 2010, a sua população é de 34 721 habitantes e sua densidade populacional é de 493,22 hab/km². Possui 13 732 residências, que resulta em uma densidade de 195,1 residências/km².

## Geminações
- Portage la Prairie, Manitoba, Canadá [5]